# Język dogrib
Język dogrib (tłı̨chǫ; nazwa własna: Tłı̨chǫ Yatıì)  - język z północnej gałęzi języków atapaskańskich używany w Kanadzie (Terytoria Północno-Zachodnie – jeden z języków urzędowych).

## Przykładowe wyrazy[3][4]
- Tłı̨chǫ got'ı̨ı̨̀ – ludzi Tłı̨chǫ
- tłı̨ – pies
- tłı̨chǫ – psie żebro
- łıwe / łıe – ryba
- det'ǫ – kaczka
- eyè – jajko
- deh – rzeka
- dı – wyspa
- tı – jezioro